# Encyrtus fuliginosus
Encyrtus fuliginosus är en stekelart som beskrevs av Compere 1940. Encyrtus fuliginosus ingår i släktet Encyrtus och familjen sköldlussteklar. Inga underarter finns listade i Catalogue of Life.